# Khadija Qalanjo
Khadija Qalanjo (tiếng Somalia: Khadiija Qalanjo, tiếng Ả Rập: خديجة قالانجو) là một ca sĩ và vũ công văn hóa dân gian nổi tiếng của Somalia trong những năm 1970 và 1980.

## Tiểu sử
Qalanjo được sinh ra ở Somalia.
Cô là hoa hậu đầu tiên của Somalia.
Qalanjo là ca sĩ bắt đầu hiện đại hóa truyền thống bài hát dân gian Somalia của dhaanto, giới thiệu nhạc cụ trong đó cho đến nay nó đã được biểu diễn mà không có.
Các màn trình diễn trên sân khấu của Qalanjo thường có sự lắc lư quyến rũ và cử chỉ bằng tay tỉ mỉ. Những bài hát của cô thường xử lý những nỗi đau và niềm vui của tình yêu không được đáp lại, lạc lối và lấy lại. Cô hiện đang sống ở London, Vương quốc Anh.
Qalanjo thuộc tiểu nhóm Jibril Youni của tiểu khu Makahiil Samaroon (Gadabuursi) thuộc tiểu bang Mandaluug của gia tộc Dir.

## Âm nhạc
Các bài hát nổi tiếng của Qalanjo bao gồm:
- Caashaqa Sal iyo Baar
- Ragga iyo Haweenkuba
- Deesha
- Sharaf
- Hooyo
- Soohor Caashaqa - song ca với Hasan Adan Samatar
- Diriyam - vào năm 2016, một bản cover được thực hiện bởi ban nhạc Jano của Ethiopia.